# The Dragon Castle Hạ Long
The Dragon Castle Hạ Long là tổ hợp căn hộ - nhà thương mại (shop house) – penthouse tại Quảng Ninh, được đầu tư và phát triển bởi N.H.O Quảng Ninh, một chủ đầu tư bất động sản với đội ngũ người Hàn Quốc. Với quỹ đất 13.196 m2, dự án bao gồm 3 tòa tháp (Bada Tower, San Tower, Jinju Tower) cao 25 tầng và 2 tầng hầm, tổng số lượng căn hộ là 1.288 căn. Khu chung cư này nổi bật với tiện ích đa dạng và thiết kế nội thất chỉn chu theo phong cách Hàn Quốc nhưng được bản địa hóa dựa trên đặc điểm thời tiết, khí hậu và địa hình tại thành phố Hạ Long – Việt Nam. Đối tượng cư dân ở đây chủ yếu thuộc các hộ gia đình trẻ tại Hạ Long sử dụng để ở và đầu tư cho thuê. Là một tổ hợp bất động sản ven biển, The Dragon Castle cũng được báo chí đánh giá là một phần nằm trong dòng chảy phát triển về du lịch và kinh tế của thành phố Hạ Long nói riêng và tỉnh Quảng Ninh nói chung.

## Vị trí và giao thông
Chung cư tọa lạc tại vị trí số 1 đường Cái Lân, nằm trên mặt đường Quốc lộ 18, phường Bãi Cháy, thành phố Hạ Long, tỉnh Quảng Ninh. Đây là tuyến đường kết nối Hạ Long với các tỉnh thành: Hà Nội, Hải Phòng, Bắc Ninh và Hải Dương; là chiếc kiềng tạo dựng giao lộ quốc tế ngay giữa thành phố Hạ Long bao gồm Cảng biển quốc tế, đại siêu thị Aeon Mall Nhật Bản và tổ hợp bất động sản chuẩn Hàn Quốc là Dragon Castle.
Xung quanh The Dragon Castle là bãi tắm du lịch Bãi Cháy, khu phố đi bộ ven biển, tổ hợp giải trí Sunworld Hạ Long, bến xe Bãi Cháy, trường học, bệnh viện Vinmec...

## Thiết kế
The Dragon Castle được các chuyên gia thiết kế của tập đoàn ADU kiến tạo theo đặc trưng phong cách sống Hàn Quốc nhưng đã cải tiến để phù hợp hơn với văn hóa gia đình Việt Nam.

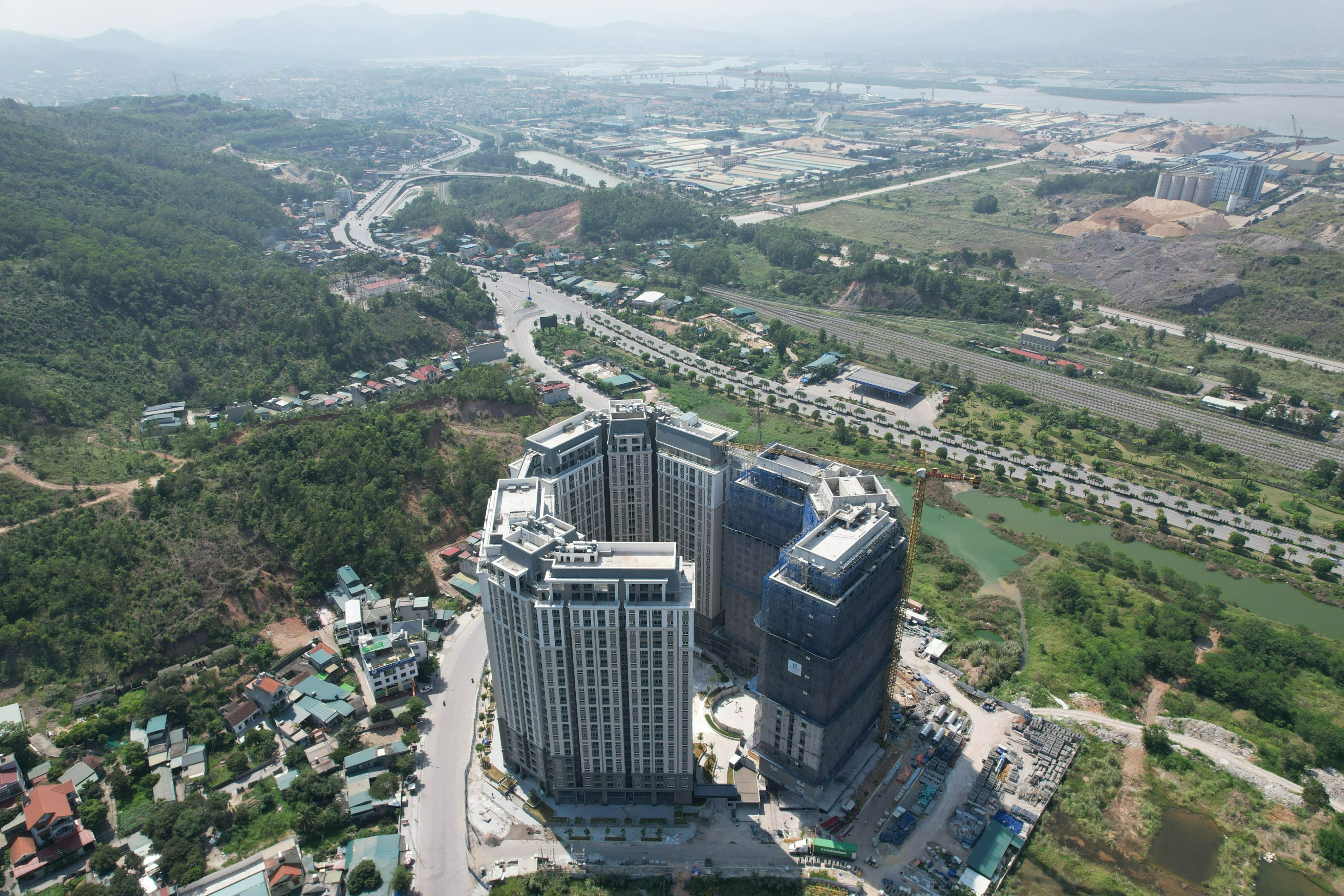
Khu căn hộ mang đặc trưng phong cách Hàn Quốc với địa thế nằm giữa núi và biển

Chung cư mang tên The Dragon Castle bắt nguồn từ tên gọi Hạ Long trong tiếng Việt có nghĩa là Rồng Đáp và xây dựng ý tưởng thiết kế The Dragon Castle trở thành tòa lâu đài - nơi ở được bảo vệ tối đa bởi loài Rồng. Ngoài ra, vị trí dự án cũng có liên hệ với tên gọi khi lấy cảm hứng từ địa thế phía sau là núi, phía trước là biển.
The Dragon Castle cũng là tổ hợp căn hộ gần núi và biển, dựa trên triết lý tối ưu thiên nhiên của đơn vị thiết kế. Từ tầng áp mái có hồ bơi, cầu kính trên không và sân vườn, cho phép mọi người có thể ngắm nhìn vịnh biển Hạ Long. Thêm vào đó từ vị trí của nhiều tòa tháp, cư dân cũng có thể phóng tầm nhìn ra toàn cảnh thành phố.

## Tiện ích nội khu
Nội thất và cảnh quan ngoại khu của The Dragon Castle được biết đến với số lượng lớn tiện ích (hơn 30 tiện ích) trong mô hình khép kín. Chúng được bố cục theo từng nhóm với không gian mở.
Trong nội khu tích hợp đa dạng các tiện ích nghỉ dưỡng, chăm sóc sức khỏe và tái tạo năng lượng dành cho cư dân và khách lưu trú, gồm có: các khu vui chơi trẻ em, sân thể thao đa năng, phòng cộng đồng, khu vực BBQ, nhà hàng, siêu thị, quán cà phê, ngân hàng, hiệu thuốc, trường mẫu giáo, spa, hồ bơi, phòng gym, phòng tập yoga, khu vực cắm trại, khu vực chiếu phim, khu vọng cảnh...
Việc kiến tạo không gian và tiện ích nội khu được nhà đầu tư N.H.O chủ động tham gia nghiên cứu từ các hoạt động trong ngày của một gia đình ở Việt Nam, bao gồm tuần tự những công việc như: chuẩn bị bữa sáng, đưa trẻ đến trường, tập thể dục, thiền định... Khuôn viên trung tâm được thiết kế dành riêng cho các hoạt động vui chơi của trẻ em, tích hợp nhiều tiện ích giải trí.
Các khu vực chuyên biệt về trải nghiệm sống tại The Dragon Castle phải kể đến hồ bơi vô cực, vườn Hàn Quốc, cầu kính trên không, sân chơi nước dành cho trẻ em, phố Hàn Quốc, đồi vọng cảnh, ... Tại tầng mái, bể bơi bốn mùa nằm trải dài suốt sảnh, cùng phòng Gym và Yoga. Để có thể sử dụng cho mọi mùa trong năm, đội ngũ kiến trúc sư đã sắp đặt các thiết bị để vận hành hồ bơi tùy theo điều kiện thời tiết. Khu vực hồ bơi được kết nối với khu vườn Hàn Quốc trên cao, cạnh đó là cầu kính trên không, về đêm được bố trí đèn thắp sáng không gian xung quanh.
Ngoài ra, The Dragon Castle còn đặc biệt nhờ hệ thống phòng sinh hoạt cộng đồng nằm xen kẽ trong toàn dự án.
N.H.O đã ứng dụng công nghệ 4.0 vào tòa nhà cũng như trang bị những thiết bị nội thất cao cấp và hệ thống nhà thông minh trong căn hộ đa tiện ích. Công nghệ an ninh và tiêu chuẩn an toàn được chú trọng, trong đó phải kể đến: hệ thống camera an ninh hoạt động 24/7, thang máy không chạm, thiết bị nhận diện gương mặt (Face ID), lực lượng bảo vệ chuyên nghiệp và đặc biệt là nội khu và quảng trường trung tâm không có phương tiện giao thông. Hệ thống thang máy của khu căn hộ cũng được trang bị hệ thống lọc không khí, mỗi căn hộ đều gắn chuông cửa thông minh, máy đo chất lượng không khí, hệ thống kiểm soát chất lượng nước.
Việc thanh toán hóa đơn cũng như liên lạc bảo vệ và ban quản lý, yêu cầu vệ sinh... đều được thực hiện thông qua ứng dụng trên điện thoại thông minh.

## Vận hành
Hiện tại, N.H.O đang hợp tác với đơn vị chuyên quản lý vận hành tên là Alpha Plus. Ngoài thiết kế của ADU tập trung hướng đến nhiều đối tượng khách hàng với nhiều độ tuổi khác nhau từ trẻ em đến người già, thì Alpha Plus đảm nhận việc kiến tạo cộng đồng với mô hình Family Center (Trung tâm Gia đình). Không giống như những công ty quản lý tòa nhà hay khu dân cư khác, chủ đầu tư N.H.O và Alpha Plus đặt trọng tâm vào những người sử dụng không gian sinh hoạt cộng đồng (không gian công cộng dành cho cư dân) thông qua những giải pháp "mềm" trong quản lý và những giá trị mang yếu tố văn hóa. Ví dụ, các phòng cộng đồng được bố trí không gian đọc sách tại thư viện nội khu, những lớp hội họa, lớp nhảy... dành cho thiếu nhi; những buổi triển lãm ở khu vực sảnh, lớp thư pháp dành cho người lớn. Các buổi hội thảo, lớp kỹ năng mềm dành cho người lớn như: nữ công gia chánh, lớp yoga, dạy thư pháp, tiếng Anh... được đơn vị quản lý tổ chức định kỳ mỗi tuần.

## Hình ảnh

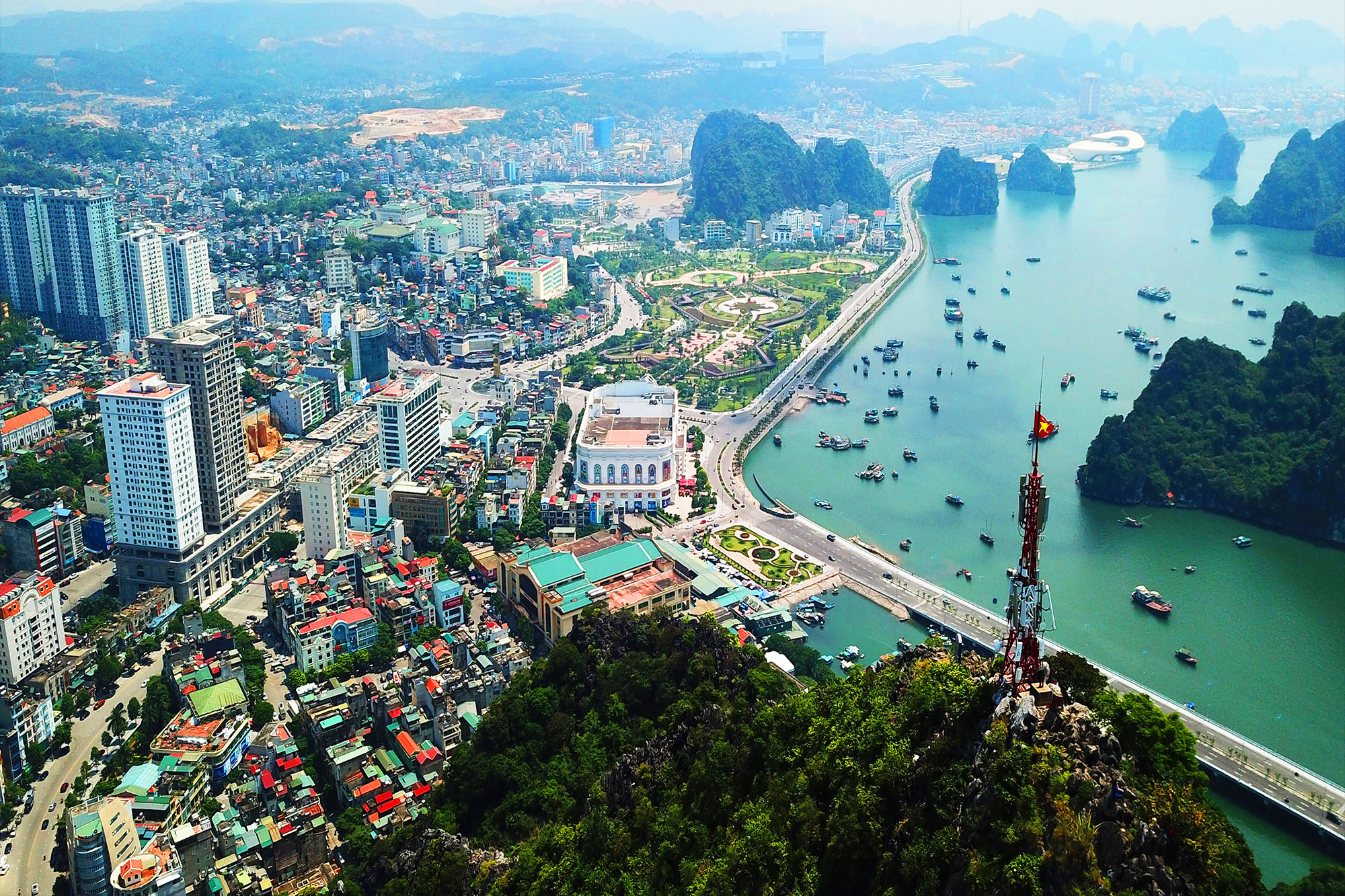
Toàn cảnh thành phố Hạ Long
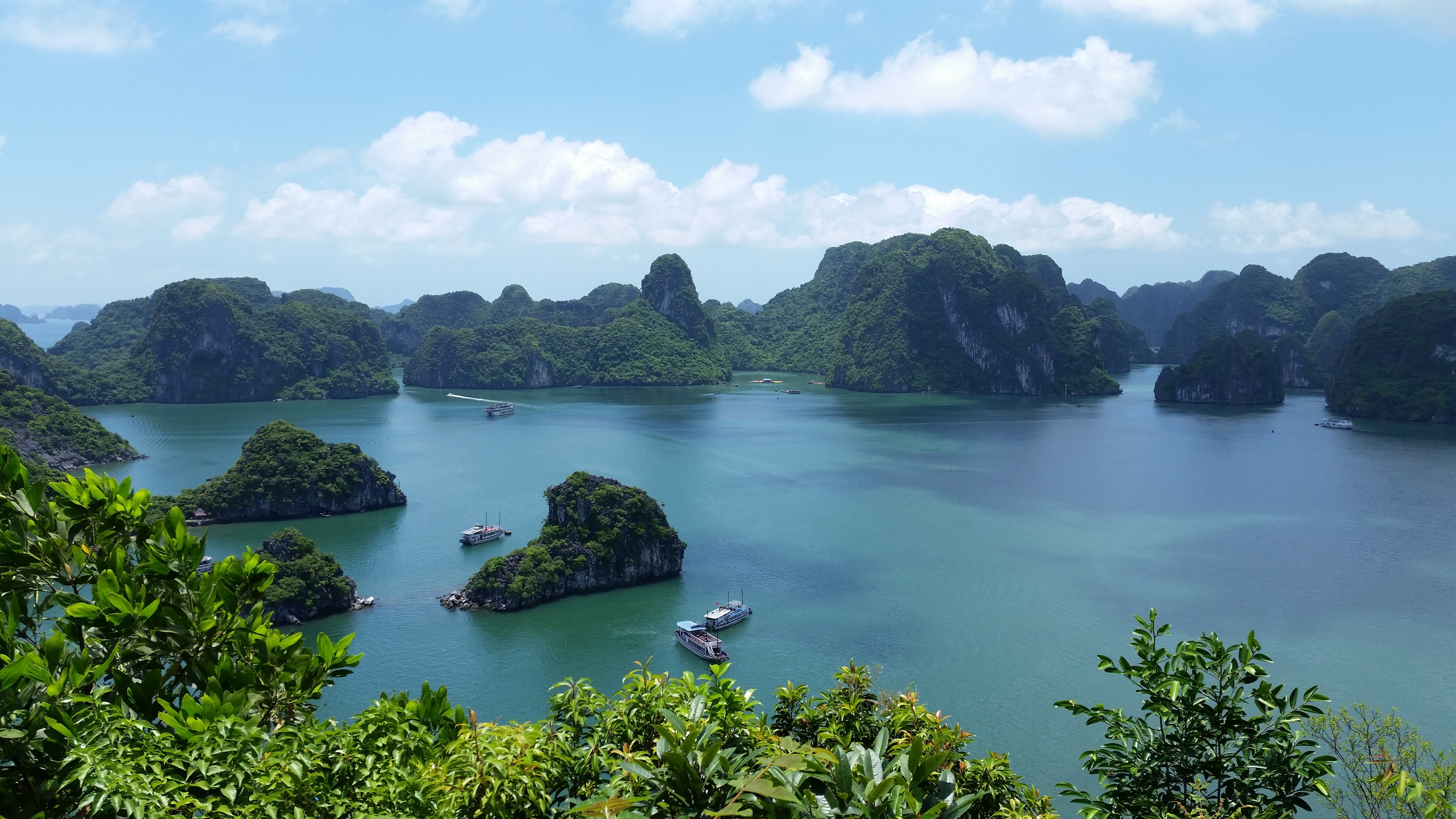
Khung cảnh vịnh biển Hạ Long
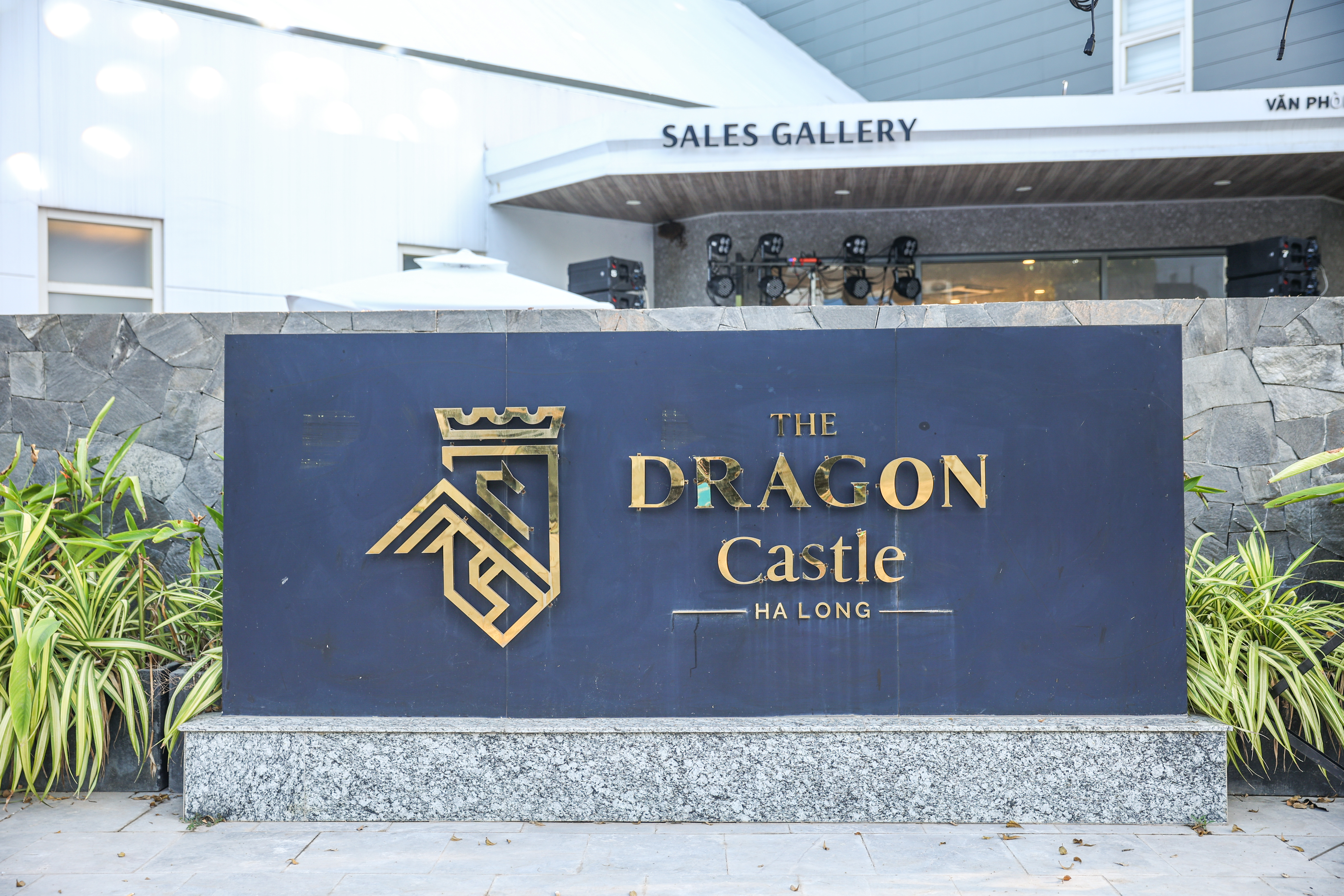
Bia chào mừng dẫn vào The Dragon Castle
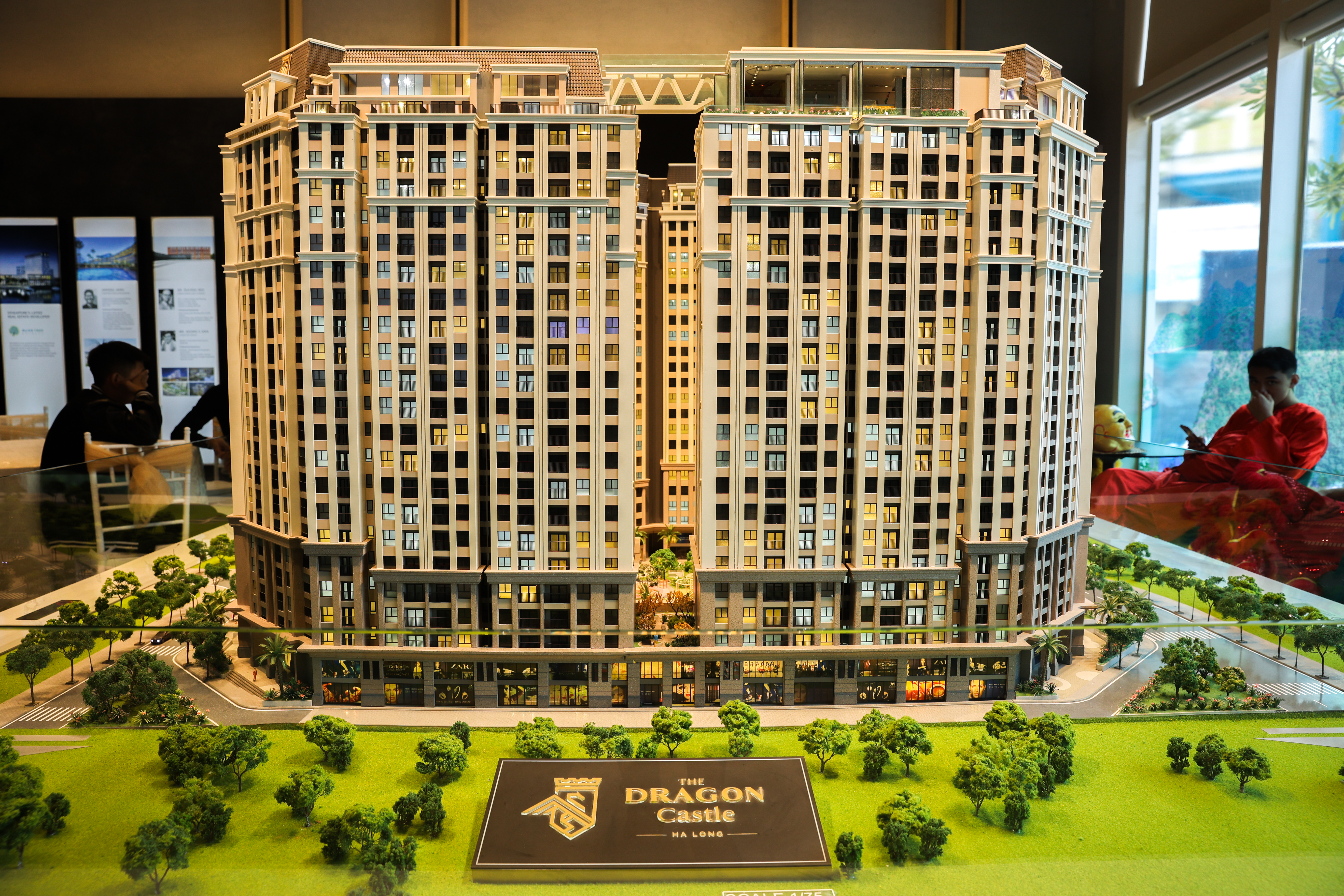
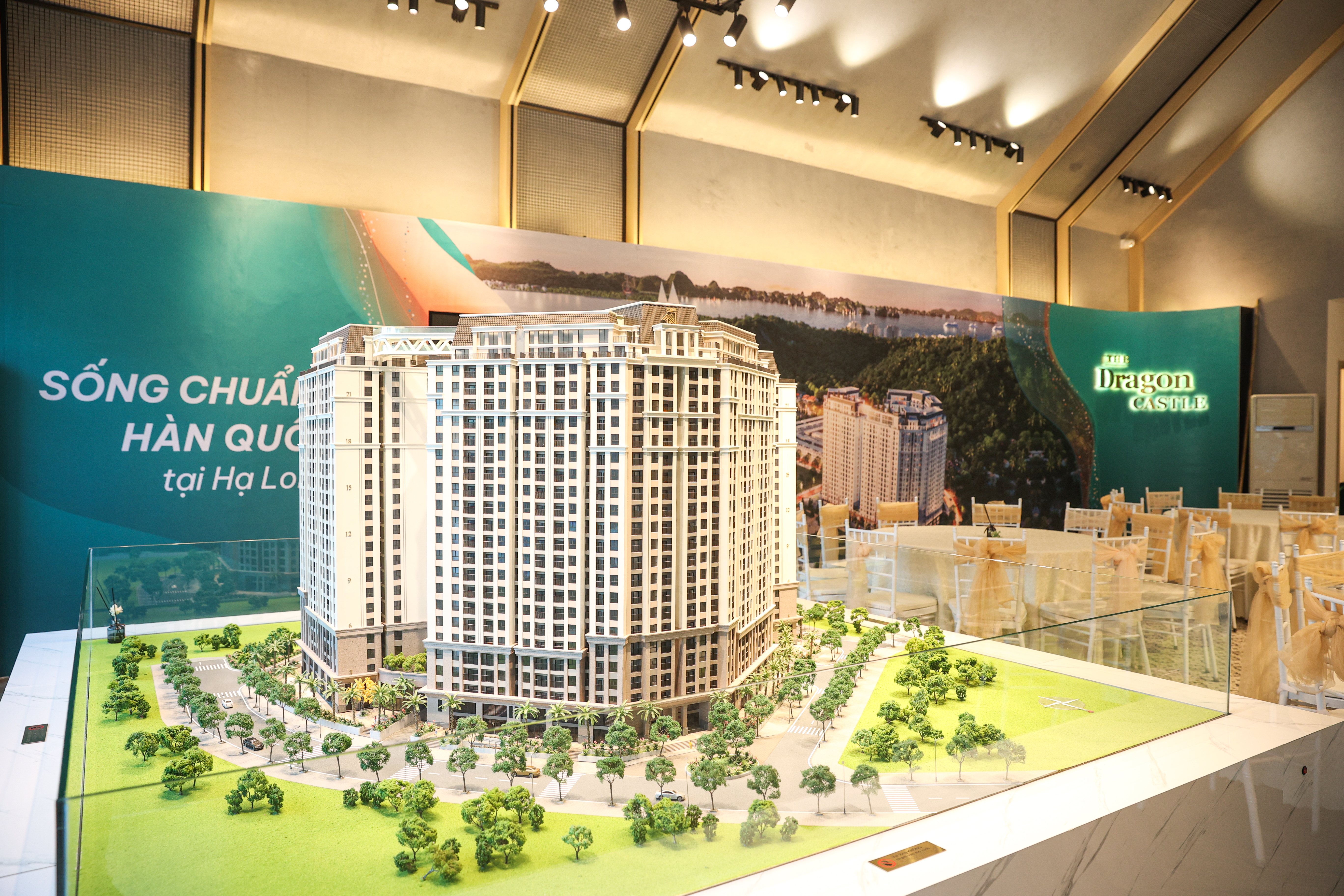
Sa bàn The Dragon Castle Hạ Long
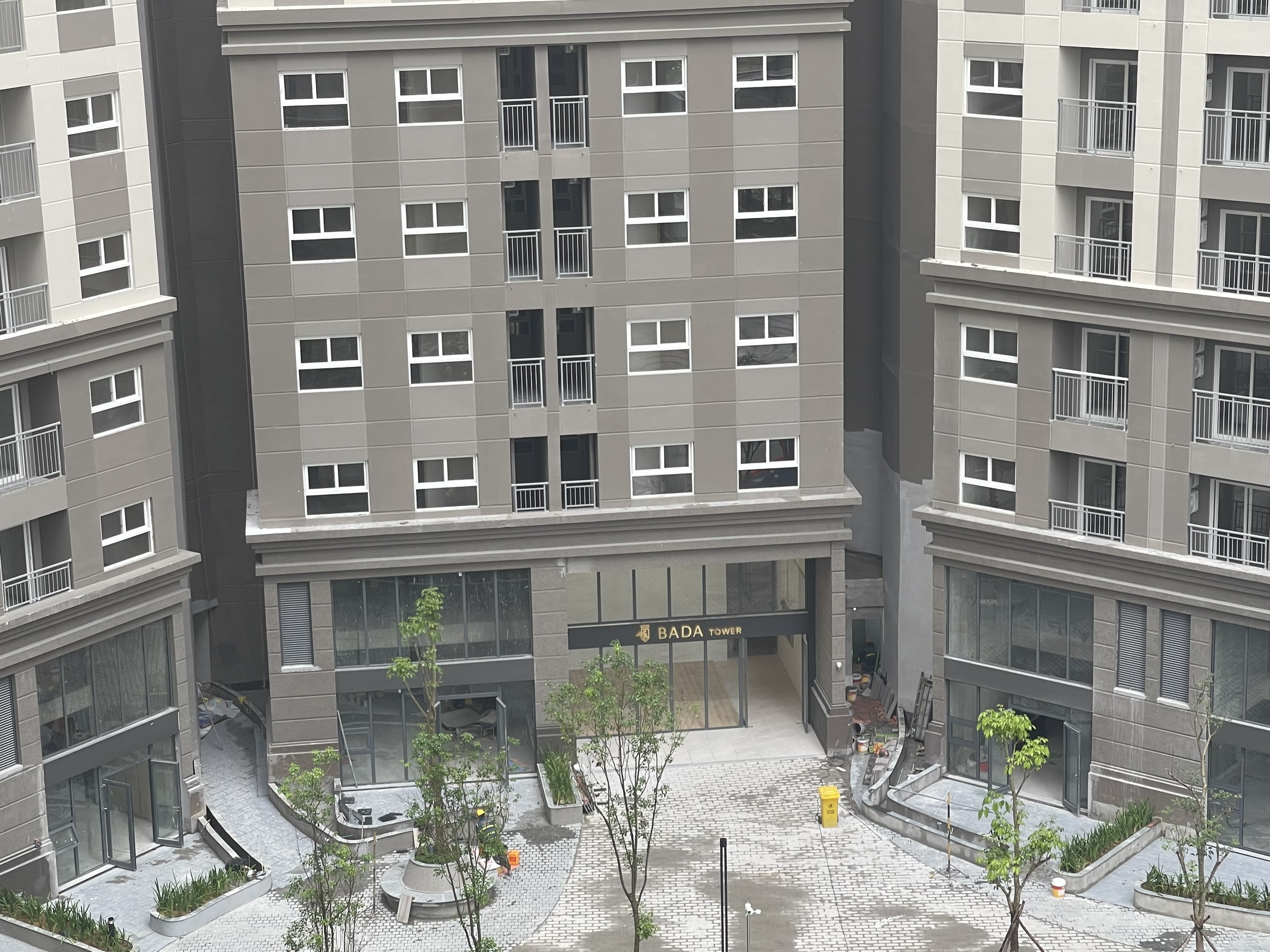
Tháp Bada Tower
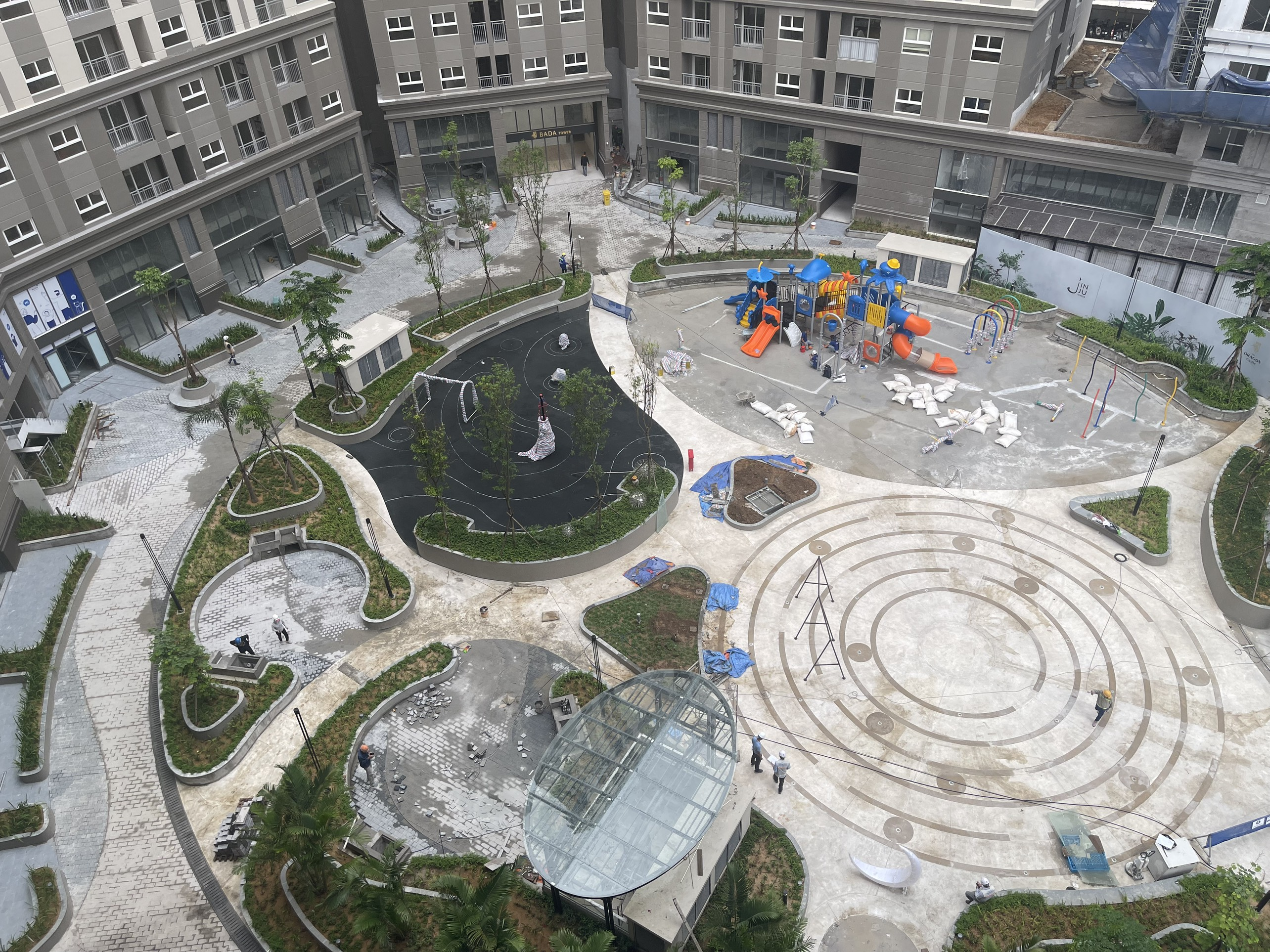
Tiện ích nghỉ dưỡng – giải trí nội khu
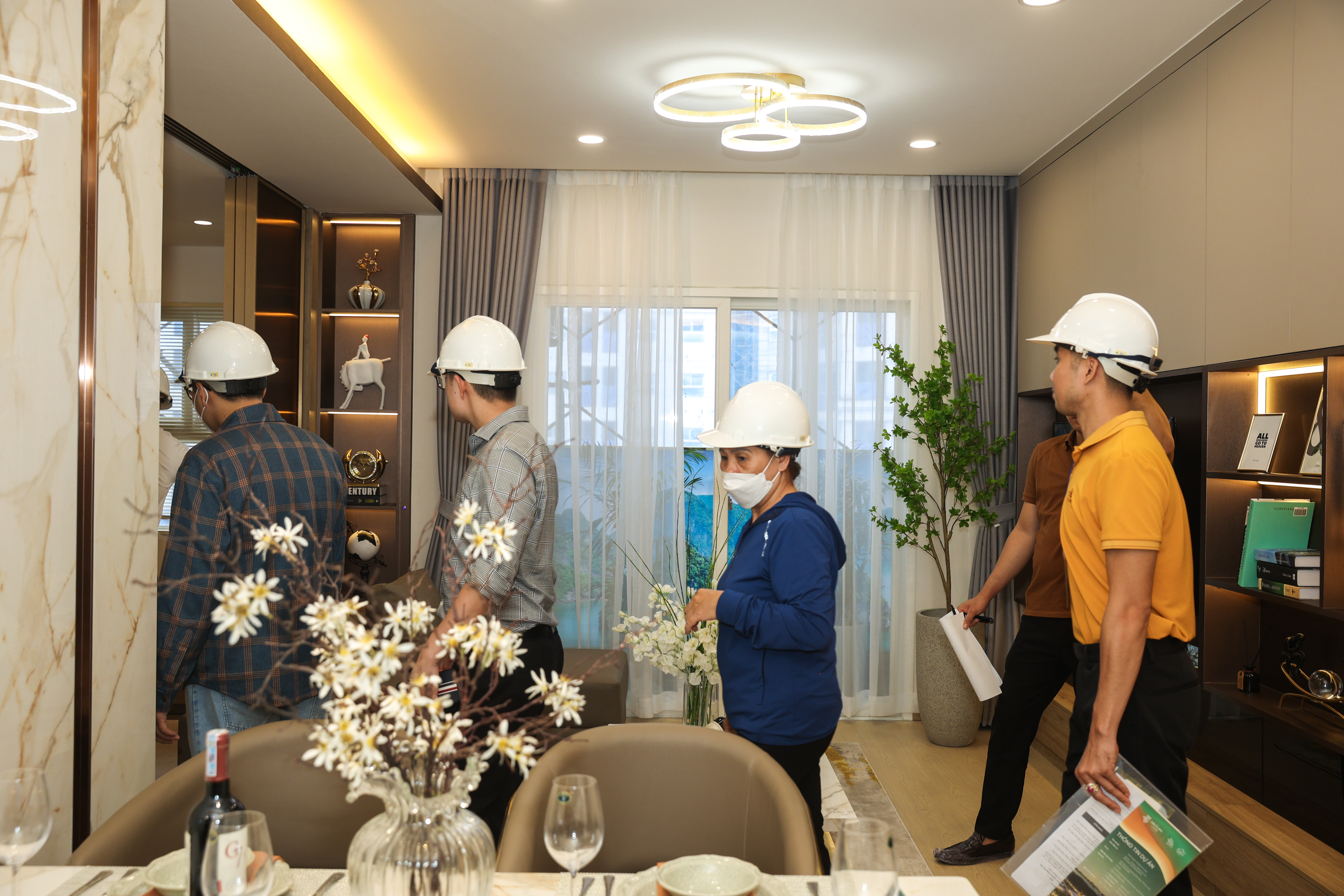
Một góc căn hộ của The Dragon Castle Hạ Long
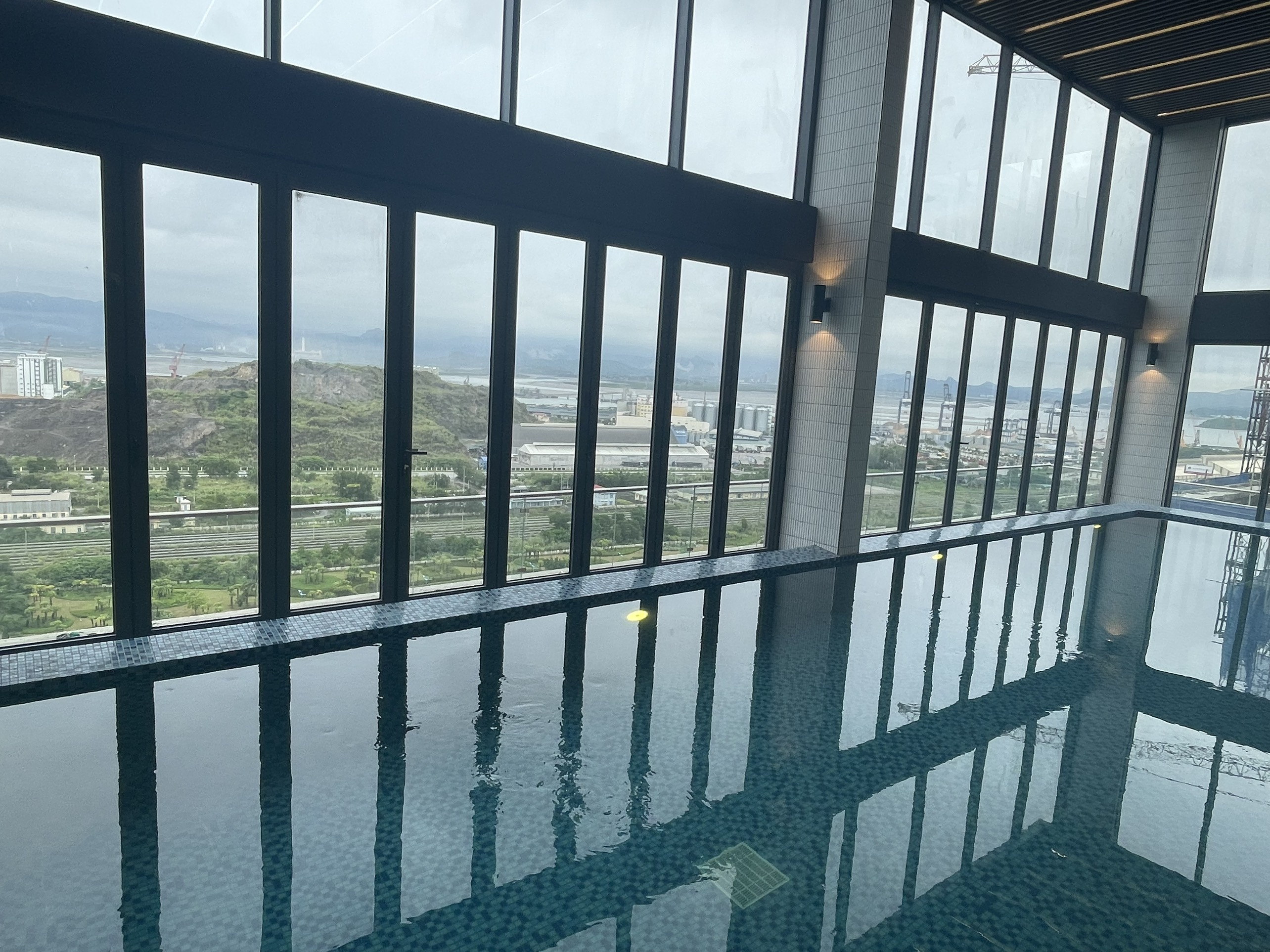
Bể bơi bốn mùa trên tầng áp mái